# Самуїлово (Сливенська область)
Самуї́лово (болг. Самуилово) — село в Сливенській області Болгарії. Входить до складу общини Сливен.

## Населення
За даними перепису населення 2011 року у селі проживали 2111 осіб.
Національний склад населення села:
| Національність   | Кількість осіб | Відсоток |
| ---------------- | -------------- | -------- |
| болгари          | 866            | 81,3 %   |
| цигани           | 116            | 10,9 %   |
| турки            | 3              | 0,3 %    |
| інша             | 53             | 5,0 %    |
| не визначились   | 27             | 2,5 %    |
| Всього відповіли | 1065           |          |

Розподіл населення за віком у 2011 році:
Динаміка населення: